# فيليب ليفين
فيليب ليفين (بالإنجليزية: Philip Levine)‏ هو عالم الإنجليزية وبروفيسور وكاتب ومعلم مدرسي وشاعر أمريكي، ولد في 10 يناير 1928 في ديترويت في الولايات المتحدة، وتوفي في 14 فبراير 2015 في فريسنو في الولايات المتحدة بسبب سرطان البنكرياس.

## وصلات خارجية
- فيليب ليفين على موقع الموسوعة البريطانية (الإنجليزية)
- فيليب ليفين على موقع ميوزك برينز (الإنجليزية)
- فيليب ليفين على موقع إن إن دي بي (الإنجليزية)
- فيليب ليفين على موقع ديسكوغز (الإنجليزية)